# Grasshopper Club Zurich (beach soccer)
Maillots
Le Grasshopper Club Beach est la section beach soccer du club de football suisse du Grasshopper Club Zurich.

## Histoire
L'équipe voit le jour à l'automne 2011 et remporte son premier titre de Champion de Suisse l'année suivante.
En tant que champion, le Grasshopper participe à la première édition de la Coupe d'Europe des clubs avec les espagnols Nico et Amarelle dans son effectif. Après avoir terminé premier de sa poule, l'équipe suisse prend le dessus sur les Polonais de Goldwin Pluss (10 buts à 9) avant d'être éliminée par les ukrainiens du Griffin BS en demi-finale. Dominé tout le long du match et mené 4 buts à 0 au milieu du second tiers temps, les Sauterelles reviennent à 4-3 grâce à des buts de Stankovic et Amarelle entre autres mais le Russe Eremeev signe un triplé et qualifie son équipe pour la finale (5-4). Dans la petite finale, le Besiktas JK inscrit trois buts avant que Mitchell Day ne réduise l'écart dans les dernières secondes.
La même année, le club est battu deux fois consécutives le Sable Dancers Bern en finale de Coupe et de Championnat.

## Palmarès
| Compétitions européennes                | Compétitions nationales |
| --------------------------------------- | --- |
| - Coupe d'Europe des clubs - 4e en 2013 | - Championnat de Suisse (2) - Champion en 2012 et 2019 - Coupe de Suisse (1) - Vainqueur en 2014 - Supercoupe de Suisse (2) - Vainqueur en 2013 et 2014 |